# دونالد كولير
دونالد كولير (بالإنجليزية: Donald Collier)‏ هو عالم آثار أمريكي، ولد في 1 مايو 1911، وتوفي في 23 يناير 1995 في أوكلاند في الولايات المتحدة.